# Toxophora leucopyga
Toxophora leucopyga är en tvåvingeart som beskrevs av Christian Rudolph Wilhelm Wiedemann 1828. Toxophora leucopyga ingår i släktet Toxophora och familjen svävflugor. Inga underarter finns listade i Catalogue of Life.